# Euryphrissa pomponia
Euryphrissa pomponia is een vlinder uit de familie wespvlinders (Sesiidae), onderfamilie Sesiinae.
Euryphrissa pomponia is voor het eerst wetenschappelijk beschreven door Le Cerf in 1911. De soort komt voor in het Neotropisch gebied.